# Phyllodoce pseudoseriata
Phyllodoce pseudoseriata är en ringmaskart som beskrevs av Hartmann-Schröder 1959. Phyllodoce pseudoseriata ingår i släktet Phyllodoce och familjen Phyllodocidae. Inga underarter finns listade i Catalogue of Life.